# Parafia św. Antoniego z Padwy w Mikołowie
Parafia św. Antoniego z Padwy – parafia rzymskokatolicka znajdująca się w Mikołowie, w dzielnicy Reta.
Erygowana w 17 lipca 1996, podlega pod dekanat mikołowski w archidiecezji katowickiej. Drugim patronem kościoła jest św. Krzysztof.
10 grudnia 2009 kościół został poświęcony przez abp. Damiana Zimonia, tym samym parafia tymczasowa uzyskała tytuł parafii.

## Liczebność i obszar parafii

### Ulice należące do parafii
Astrów, Bażancia, Brzozowa 10-132, Gliwicka 1-84, Irysów, Jasna 11-144, Konopnickiej, Kosów, Kuźnicka, Kwiatowa, Narcyzów, Przyjaźni, Reta, Różana, Skalna, Storczyków, Zielona.

## Grupy parafialne
- Franciszkański Zakon Świeckich,
- Dzieci Maryi,
- Ministranci,
- Grupa Charytatywna,
- Margaretki,
- Grupa Fatimska

## Proboszczowie
- ks. Stanisław Szeja (1994–2019)
- ks. Adam Sekściński (2019–2025)[2]
- ks. Krzysztof Grabiec (2025–; administrator)